# Strah (pravljica)
Strah je slovenska prekmurska ljudska pravljica. Govori o razbijaču Marku, ki je hotel spoznati strahu. Nikoli se ni bal ničesar, na koncu pa se je ustrašil vrane. Zapisala jo je  Franica Kolbl, Bratonci.

## Analiza pravljice
- pripovedovalec: tretjeosebni, vsevedni;
- književne osebe: 
  - Marko,
  - oče,
  - grof,
  - vdova,
  - hudič,
  - stari zvonar.
- književni prostor in čas nista znana;
- slogovne značilnosti: 
  - pomanjševalnice (možiček, sinko, vrečica),
  - ukrasni pridevki (temen gozd, zakleti grad),
  - ponavljanje (dobro, dobro; skoči, skoči).
- motivi:
  - motiv hudiča,
  - motiv spoznavanja strahu;
- konec je srečen.

### Analiza pravljice po Alenki Goljevšček
- izročenost: različni liki Marku izbirajo načine, na katere bi spoznal strahu;
- selstvo: oče Marka pošlje po svetu;

### Ljudske značilnosti
- avtor ni znan;
- glavni lik je imenovan s tipičnim prekmurskim imenom - Marko;
- narečne besede: dokeč, kuma, kokot;
- pravljično število: tri (tretja vas, tretji dan, tri dni in tri noči);

## Motivno-tematske povezave
- Motiv hudiča: Tri revne deklice, Zakleti mlin, Razbojnik Madaj, Vrag v župnikovi pšenici